# KKS Kolejarz Gliwice
KKS Kolejarz Gliwice – gliwicki klub sportowy.

## Informacje ogólne
- Nazwa klubu: KKS Kolejarz Gliwice
- Pełna nazwa klubu: Komunikacyjny Klub Sportowy Kolejarz Gliwice
- Założony: 1945

## Historia
- 1945 r.- założenie klubu pod nazwą ZZK Kolejarz – sekcja piłki nożnej
- 1953 r.- utworzenie sekcji kolarskiej
- 1957 r.- fuzja z GKS Górnik Gliwice pod nazwą GKKS Carbo Gliwice, działają 4 sekcje:

boks, lekkoatletyka, piłka nożna i kolarstwo.
- 1970 r.- KKS Kolejarz działa samodzielnie w ramach federacji Kolejarz, działają 3 sekcje : kolarska, koszykówki kobiet, piłki nożnej.
- 1972 r.- uruchomiono sekcję podnoszenia ciężarów
- 1978 r.- powstaje sekcja badmintona
- 1980 r.- sekcja tenisa stołowego
- 2004 r.- sekcja hokeja na trawie

## Sekcje

### Hokej na trawie
Sekcja hokeja na trawie powstała w 2004 r. i jest kontynuatorem tej dyscypliny sportu, której początki w Gliwicach sięgają roku 1948 i są związane z klubem Piast. W 1979 r. sekcję przejął SKS Start Gliwice prowadząc działalność do 1994 r. W międzyczasie powstały kolejne kluby z sekcją hokeja na trawie tj. KS Famont Gliwice (przekształcony w KS Bojków, później w SKHT Bukacik Gliwice) w latach 1990–1999. W 1993 r. na osiedlu M. Kopernika powstał UKS Kometa Gliwice działający do dzisiaj. W latach 1995–2000 w Sośnicy działał SKHT Panda Gliwice.
Sekcja hokeja na trawie KKS Kolejarz ściśle współpracuje z UKS Kometa. Współpraca polega na tym, że w UKS prowadzi się szkolenie podstawowe w kategorii dzieci, młodzików i juniorów młodszych (dziewcząt i chłopców), którzy kontynuują dalszą karierę sportową w KKS Kolejarz Gliwice.
W 2004 roku juniorki zdobyły brązowy medal w Halowych Mistrzostwach Polski. Zespół juniorek rywalizuje w rozgrywkach I ligi w ramach Mistrzostw Polski seniorek. 5 zawodniczek sekcji reprezentowało Polskę na Mistrzostwach Europy juniorek w Siemianowicach Śląskich są to: Mirela Bajor, Magdalena Dudzińska, Agata Klimczak, Małgorzata Kwaśniewska, Marzena Wawro. Założycielem sekcji jest były II trener Kadry Narodowej seniorów i były trener Kadry Narodowej juniorek Zdzisław Żabiałowicz.

### Piłka nożna
Działalność sekcji jest ściśle związana początkiem działalności KKS Kolejarz. Od początku swojej aktywnej pracy sportowej tj. od roku 1945 sekcja była nastawiona głównie na masowe szkolenie i wychowanie dzieci i młodzieży w tej dyscyplinie sportu. Najzdolniejsi wychowankowie sekcji byli przekazywani do klubów grających na wyższych szczeblach rozgrywek piłkarskich. Największy sukces osiągnięty w kategorii seniorów to udział w mistrzostwach ligi okręgowej. Aktualnie w rozgrywkach biorą udział 2 drużyny trampkarzy i jedna drużyna juniorów. Sekcja prowadzi szkółkę piłkarską dla dziewcząt i chłopców.

### Tenis stołowy
Początek działalności przypada na rok 1980, udział w rozgrywkach klasy "B". W roku 1984 sekcję objął mgr Marian Kwodawski. Od tego czasu zespół Kolejarza co roku awansował do wyższej klasy rozgrywkowej, by w sezonie 1989/90 awansować do II ligi państwowej. Jednocześnie obok sukcesów i awansów drużynowych bardzo szybko podnosił się poziom szkolonych młodych zawodników, którzy zaczęli dorównywać umiejętnościom najlepszym juniorom, kadetom i młodzikom na Śląsku. W 1993 młodzi zawodnicy Kolejarza Bartosz Kwodawski i Tomasz Ciążyński wygrywali kolejne etapy eliminacyjne do Ogólnopolskiej Spartakiady Młodzieży by w efekcie zdobyć Mistrzostwo Polski i złoty medal reprezentując Szkołę Podstawową nr 19 w Gliwicach. W 1995 roku ponownie Bartosz Kwodawski został Mistrzem Śląska juniorów. Od końca lat 80. młodzi zawodnicy Kolejarza we wszystkich kategoriach wiekowych tj. młodzików, kadetów i juniorów należeli do ścisłej czołówki Śląska. Sekcja Posiadała 4 drużyny uczestniczące w rozgrywkach II ligi, III ligi, IV ligi i klasy "A". Stopniowo jednak ze względów finansowych i treningowych (mała liczba godzin przeznaczonych na trening) zmniejsza się liczba drużyn. Aktualnie sekcję reprezentuje jedna drużyna męska na szczeblu III ligi (IV miejsce w sezonie 2004/2005). W sekcji trenuje 30 dziewcząt i chłopców.